# Super Mario Land
Super Mario Land (スーパーマリオランド, Sūpā Mario Rando) é um jogo eletrônico de plataforma desenvolvido pela Nintendo Research & Development 1 e publicado pela Nintendo para o Game Boy. Foi lançado no Japão em 21 de abril de 1989, na América do Norte em 31 de julho e na Europa em 28 de setembro de 1990. Ele foi o primeiro jogo da série Mario a ser lançado para um console portátil. Em jogabilidade semelhante a Super Mario Bros., o jogador controla Mario, que passa por doze fases movendo-se para a direita e saltando pelas plataformas para evitar inimigos e armadilhas. Ao contrário de outros jogos da série, Super Mario Land se passa em Sarasaland, um novo ambiente representado em line art, e Mario deve salvar a Princesa Daisy.
Hiroshi Yamauchi, diretor executivo da Nintendo, pediu que a Nintendo R&D1, gerida pelo criador do Game Boy Gunpei Yokoi, desenvolvesse um jogo da série Mario para vender o novo console. Foi o primeiro jogo da série Mario a ser feito sem Shigeru Miyamoto, o criador de Mario e o mentor de Yokoi. Assim, a equipe de desenvolvimento reduziu os elementos de jogabilidade do Mario para o dispositivo e usou alguns elementos da série de maneira inconsistente. Um dos títulos de lançamento do Game Boy, esperava-se que Super Mario Land fosse o jogo que demonstrasse o sistema, mas a Nintendo of America resolveu no entanto lançar o console com o jogo Tetris incluso na compra. Super Mario Land foi mais tarde relançado para o Nintendo 3DS através do serviço Virtual Console em 2011, novamente como um título de lançamento, que apresentava alguns ajustes na apresentação do jogo.
O jogo foi elogiado pela crítica, que ficou satisfeita com a transição da franquia para o Game Boy, mas notou sua curta duração. O console portátil se tornou um sucesso imediato e Super Mario Land vendeu mais de 18 milhões de cópias, mais do que Super Mario Bros. 3. Críticas contemporâneas e retrospectivas elogiaram particularmente a trilha sonora do jogo. O jogo gerou uma série de sequências, incluindo Super Mario Land 2: 6 Golden Coins (1992) e Wario Land: Super Mario Land 3 (1994), o qual mais tarde seria desmembrado em sua própria subsérie. Considerado um dos melhores títulos de lançamento do console, o jogo foi incluído em várias listas de jogos principais de Game Boy e estreou a Princesa Daisy como um personagem recorrente da série Mario.

## Jogabilidade
Super Mario Land é um jogo eletrônico de plataforma e de rolagem lateral e o primeiro da subsérie de mesmo nome. Assim como outros títulos da série Mario, o jogador controla Mario até o fim do nível movendo-se para a direita e pulando em plataformas para evitar inimigos e buracos; a tela rola apenas para a direita à medida que o jogador avança, sem possibilidade de voltar para a esquerda. Em Super Mario Land, Mario viaja para Sarasaland para salvar a Princesa Daisy de Tatanga, um homem do espaço do mal. Dois dos doze níveis do jogo são de seções de tiro, com "rolagem forçada" da tela, no estilo do jogo Gradius, nos quais Mario comanda um submarino ou avião e dispara projéteis contra inimigos, blocos destrutíveis e chefes que se aproximam. Os níveis terminam com um desafio para chegar a uma saída alternativa localizada acima da saída regular, a primeira levando a um minijogo bônus baseado em rampas e escadas que pode conceder de uma a três vidas extras ou o power-up Superball Flower.
Super Mario Land mostra algumas mudanças significativas na jogabilidade e no enredo em comparação a outros jogos da série Mario. Por exemplo, os jogos da série costumam ocorrer no Reino do Cogumelo, mas Super Mario Land se passa em Sarasaland, e é desenhado em estilo de line art. Mario deve resgatar a Princesa Daisy, em vez da Princesa Peach. Ao saltar por cima de cascos de Koopa, eles explodem, em vez de serem chutados. Mario joga bolas quicantes ("Superballs") em vez de bolas de fogo. Os cogumelos de vida extra são agora apresentados como corações, e os mastros de fim de nível são substituídos por um desafio.

## Desenvolvimento e lançamento

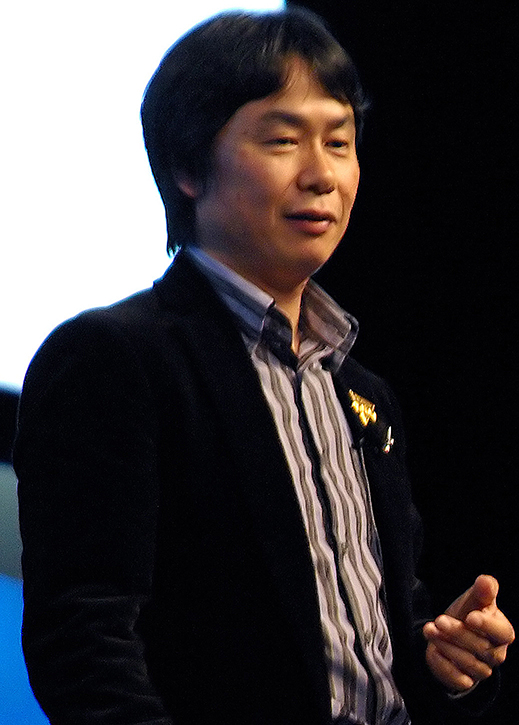
Super Mario Land foi o primeiro jogo da série Mario a ser feito sem Miyamoto

Super Mario Land foi desenvolvido pela Nintendo Research & Development 1 (R&D1) e publicado pela Nintendo em 1989 como um título de lançamento para seu console portátil Game Boy. O diretor executivo da Nintendo, Hiroshi Yamauchi, acreditava que jogos divertidos eram o que vendiam consoles, então, quando a empresa criou o Game Boy, ele queria um jogo divertido com a presença do mascote da Nintendo, Mario, e assim vender mais consoles. O trabalho coube à Nintendo R&D1, uma equipe de desenvolvimento liderada pelo inventor do console, Gunpei Yokoi. Yokoi já havia criado a série Game & Watch e trabalhou com seu mentor, Shigeru Miyamoto, no jogo que inventou Mario, Donkey Kong. Super Mario Land foi o quarto título de Super Mario, o primeiro jogo portátil do Mario e o primeiro da série a ser feito sem Miyamoto.
Na ausência da direção de Miyamoto, a equipe de desenvolvimento usou elementos novos e inconsistentes com a série, uma vez que Super Mario Land precisava encolher os elementos da série para caber na pequena tela do dispositivo portátil. Yokoi, o chefe da R&D1, atuou como produtor, e Satoru Okada atuou como diretor. Eles já haviam trabalhado juntos anteriormente, com Metroid (1986) e Kid Icarus (1986). Posteriormente, eles ajudaram a projetar o Game Boy — Yokoi ajudou em seu design industrial, e Okada em sua engenharia. Super Mario Land foi planejado como o título de demonstração do console portátil até que Henk Rogers trouxe Tetris para a Nintendo of America e convenceu Minoru Arakawa de que o "viciante" jogo ajudaria a Nintendo a atingir um maior público. A empresa subsequentemente optou por vender Tetris com cada compra do Game Boy.
O jogo foi um título de lançamento do Game Boy em todas as regiões. Foi lançado no Japão em 21 de abril de 1989, na América do Norte em 31 de julho e na Europa em 28 de setembro de 1990. Cerca de 22 anos depois, Super Mario Land foi lançado para o Nintendo 3DS através do serviço Virtual Console em 6 de junho de 2011, como um de seus títulos de estreia. Seus recursos adicionais incluem um tamanho maior (cerca de 60 por cento de zoom) e uma paleta de cores opcional de "tons de verde" para combinar com o efeito monocromático original do Game Boy.

## Recepção
Diversos críticos viram Super Mario Land como uma versão menor e mais curta de Super Mario Bros. Lucas Thomas da IGN escreveu que o protagonista, os inimigos e o jogo em geral eram mais curtos e notou que o próprio Mario tinha apenas 12 pixels de altura na pequena tela do Game Boy. Com isso em mente, Thomas estava preocupado com o "cansaço visual" do jogador em relançamentos do jogo. Ainda assim, Levi Buchanan, para a mesma publicação, acreditou que a redução do tamanho não compromete a jogabilidade. Na época de seu lançamento em 1989, os críticos estavam entusiasmados por ter um jogo portátil do Mario. Paul Rand da Computer and Video Games chamou o jogo de "uma máquina de arcade em seu bolso" e os gráficos "notáveis" por seu tamanho. A revista francesa Player One considerou que Super Mario Land adequadamente adaptou quando necessário para trazer Mario para um dispositivo portátil. Steve Harris da Electronic Gaming Monthly considerou o jogo "fantástico" e "muito divertido de jogar", embora curto. Ed Semrad e Donn Nauert, da mesma revista, declararam que Super Mario Land era "facilmente o melhor cartucho de Game Boy" da época. Gus Turner da Complex escreveu que os gráficos eram "simples", e a Official Nintendo Magazine disse que o jogo era "ridiculamente curto". A Eurogamer relatou que o jogo poderia ser concluído em menos de uma hora.
Gus Turner da Complex escreveu que o jogo tinha a diversão, a intuição e a dificuldade associadas à série, e Tony Mott da Superplay disse que o jogo provou que o Game Boy "tinha jogabilidade à altura" de seus concorrentes. Matt Regan da Mean Machines concordou: "Jogabilidade ao enésimo grau!" As evistas britânicas Mean Machines e The Games Machine comentaram sobre o número de segredos a serem descobertos. Chris Schilling da Eurogamer chamou a trilha sonora de Hirokazu Tanaka de "certamente uma das melhores de todos os tempos", e a Official Nintendo Magazine disse que estava entre as "melhores músicas de jogos eletrônicos já compostas". As publicações Player One, Eurogamer e Complex também elogiaram a música. A Player One declarou ainda que Super Mario Land era uma "obra-prima [...] o ápice dos jogos eletrônicos portáteis".
Após o "sucesso da noite para o dia" do Game Boy, Super Mario Land vendeu mais de 18 milhões de cópias, mais do que Super Mario Bros. 3.

## Legado
O jogo deu início a uma subsérie de jogos de mesmo nome para portáteis da Nintendo. Super Mario Land 2: 6 Golden Coins adicionou um mundo não linear e introduziu Wario, uma versão maligna de Mario, como o vilão do jogo. O subsequente Wario Land: Super Mario Land 3 deu início à franquia Wario. Após 19 anos, o título de 2011 Super Mario 3D Land para o Nintendo 3DS tornou-se o primeiro jogo de Mario em 3D estereoscópico. Audrey Drake da IGN argumentou que Wario Land e Super Mario 3D Land não eram "sequências legítimas" e escreveu que o último parecia mais com "Super Mario Bros. 3 com influências de Mario Galaxy" do que um sucessor de Super Mario Land 2.
Super Mario Land é lembrado em parte por seus elementos miniaturizados de Super Mario e por "dar um novo toque em quase todos os pilares imagináveis da série Mario". Muitos de seus novos elementos não se repetiram posteriormente na série, tornando Super Mario Land único em comparação com o resto da série, o que Thomas da IGN descreveu como um "excêntrico singular". Marc Nix da IGN sentiu retrospectivamente que Super Mario Land era o único jogo do Mario sem inspiração, com "vazios funky de branco" e OVNIs ao invés do "notavelmente original" Reino do Cogumelo. A Mean Machines também ficou desanimada com o tema alienígena e pela dificuldade fácil. Travis Fahs da IGN escreveu que o jogo não era comparativamente tão "ambicioso" quanto Super Mario Bros. 3. A Mean Machines sentiu que o jogo não parecia ser um verdadeiro jogo da série, não valendo sua pontuação originalmente alta na avaliação, dizendo: "em retrospecto, não é realmente um clássico". Glen Fox, da Nintendo Life, concordou, escrevendo que foi uma conquista impressionante na época, mas não envelheceu tão bem quanto outros jogos de Mario.
Schilling da Eurogamer escreveu que Mario parecia diferente — mais leve, com mais fricção — e que o jogo parecia "radical e distinto" pelos riscos que corria. Thomas, da IGN, citou elementos de jogabilidade "fora do lugar" como os níveis shooter, cascos explosivos de Koopa, bolas de fogo que não se extinguem e o "enredo não-Princesa Peach" como saídas da série. Thomas atribuiu isso à falta de envolvimento do criador de Mario, Miyamoto, no desenvolvimento do jogo, que ele descreveu como "notoriamente sem intervenção". Schilling, da Eurogamer, acabou por culpar as limitações técnicas do Game Boy, apesar de estar perplexo com os novos inimigos do jogo, e considerou a explosão dos cascos de Koopa um "truque cruel" que desdenha o jogo da jogabilidade central da série.
O jogo foi incluído em várias listas de melhores jogos de Game Boy, e a Official Nintendo Magazine listou-o em 73 entre os 100 melhores jogos da Nintendo. Depois de sua estreia em Super Mario Land, a Princesa Daisy apareceu nos spin-offs de corrida e de esporte da série Mario.